# 順化皇城
順化皇城（じゅんかこうじょう、フエ・ホアン・タイン、ベトナム語：Hoàng thành Huế）とは、ベトナムのフエ市に所在する「二重城郭」の1つで、かつてベトナムの幾つかの王朝における事実上の首都であり、ベトナムに現存している最大の古代建築群でもある。
ベトナムの紫禁城とあわせて「大内（だいない、ダイ・ノイ、ベトナム語：Đại Nội）」と呼ばれることも多い。
順化皇城は世界遺産に登録され、ベトナム最後の王朝阮朝の祖先を祀る霊廟や、ベトナムの皇帝や皇族たちが居住していた紫禁城を守る役割を果たしてきた。建築様式はベトナム独自のものに加え、中国の宮廷風や嶺南建築風、フランスのバロック様式やロココ様式が取り入れられ、また、吉祥八宝や四季の模様が至る所に見られている。
フエ市は湿度が非常に高く、建築物の壁に黒ずんだ痕跡が残りやすいため、順化皇城はこれまでに11回の修復が行われてきた。1947年には再び破壊されたが、2022年から本格的な修復作業が始まり、完成予定日は明確では無いものの、諸説によれば、2030年から2045年の間に修復が完了するとされている。

## 歴史
- 1801年、阮朝の創始者である嘉隆帝（ザーロン帝、1802年～1819年）は富春を制圧し、阮朝の都に定めた。
- 1804年、嘉隆帝はフランス第一帝政のヴォーバン様式に基づき、順化皇城を星型城郭の機能も備えた宮殿とする計画を立て、建設を開始していた[8]。
- 1805年、嘉定（中国語版）にあった太和殿（中国語版）が順化へ移され、これに伴い皇城もさらに拡張されていた[11]。拡張や建設の時には、中国北京の紫禁城に匹敵する建築群を意識しつつ、ベトナムの主体民族であるキン族の建築様式や、チャム文化の影響も取り入れていた[12]。
- 1833年、明命帝の統治期間で宮殿群が完成された。
- 1850年代頃、広南阮氏の正史『大南寔録』正編を編纂させたことで知られる、第4代阮朝皇帝・嗣徳帝（トゥドゥク帝、1847年～1883年）は、順化皇城を改築し、当時のフランス第二帝政のバロック様式やロココ様式を取り入れていた[8]。現存している皇城の室内装飾や皇城外の帝陵は、嗣徳帝の統治期間に美しくに整えられていた。
- 1883年、順化はフランス第三共和政に占領され、この地で第二次フエ条約（パトノートル条約）が締結された[8]。この条約により、阮朝のベトナムは一定の独立を維持しながらも、フランスの保護国、つまり植民地に近い状態となった。
- 1940年代の第二次世界大戦の末期まで、阮朝の皇帝や皇族たちはずっと順化皇城に住み続けていた。
- 1945年8月24日、ベトナム民主共和国はフランス第四共和政に対し勝利を収め（ベトナム八月革命）、ベトナム皇帝・保大帝（バオダイ帝、1925年～1945年）はその影響で退位を宣言し、順化を去った[8]。これによって保大帝は順化皇城に住んでいた最後の皇帝となり、また阮朝の最後の皇帝として、ベトナムの歴史においても最後の皇帝となった。

## 特徴
城内には合計147の建築物が存在している。
皇城の敷地はほぼ正方形で、一辺の長さは約600メートル。また、高さ4メートル、厚さ1メートルの「灰色の煉瓦造りの城壁」が皇城を囲み、その周囲には堀が巡らされている。城内への出入口は四つあり、南側の正門が「午門」、東側が「顕仁門」、西側が「章徳門」、北側が「和平門」と呼ばれる。城の外周には、美しい橋や池を配したベトナム式庭園が整備されており、これらは総じて「金水（Kim Thuy）」と呼ばれる。
皇城内の宮殿群は、対称軸に厳格に沿って配置されており、中央軸上にはベトナム皇帝専用の建築物が並ぶ。その両側には、皇帝専用ではなく、機能ごとに区分された建物が密集しており、「左に男性用、右に女性用」「左に文官の施設、右に武官の施設」といった配置が取られている。各建物の内部においても、「先に左、後に右」「時系列に沿った並び」といった規則に従い、家具や装飾が配置されている。
順化皇城には大小さまざまな建築物が点在していますが、中国の紫禁城とは異なり、建築物ではなく庭園こそが皇城の主体であり、全ての建物は豊かな自然環境の中に溶け込んでいる。城内には何十もの池や石橋、島々が点在し、さまざまな樹木や花が四季の移ろいを通じて、それぞれの葉と花弁の色や日陰を作り出している。
また、建築物ごとに規模や外観は異なるが、全て「重層屋根様式（Trùng lương trùng thiềm）」、または「二重屋根様式（Trùng thiềm điệp ốc）」と呼ばれるデザインが採用されている。さらに、城内の全ての建物は高い石造りの基壇の上に建てられ、床は青金石の石材で舗装され、屋根は緑と黄の釉薬製の瓦で覆われている。特別な種類の瓦と柱には、豪華絢爛な捲き雲と東洋龍の模様が施されている。
宮殿の内部装飾には「一枚のベトナム絵」と「一首の漢詩」を組み合わせる伝統があり、ベトナム本土の木彫や中国伝来の漢詩を多用し、大乗仏教の八宝紋や、春夏秋冬をテーマにした意匠が随所に見られる。

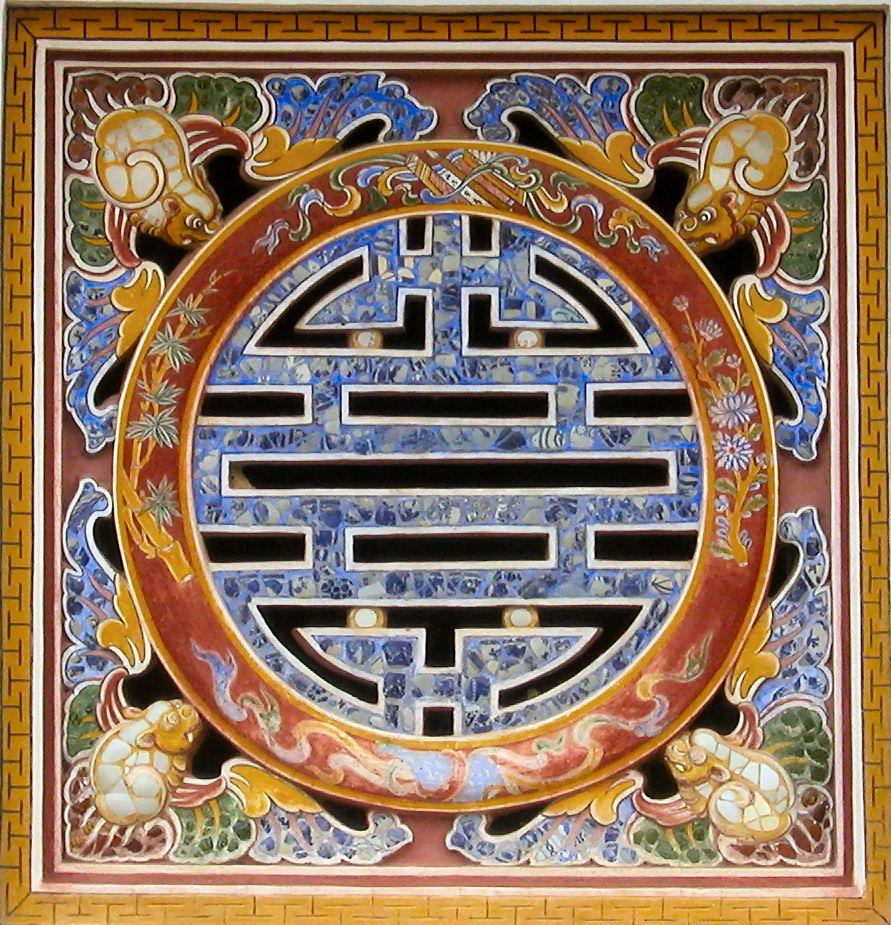
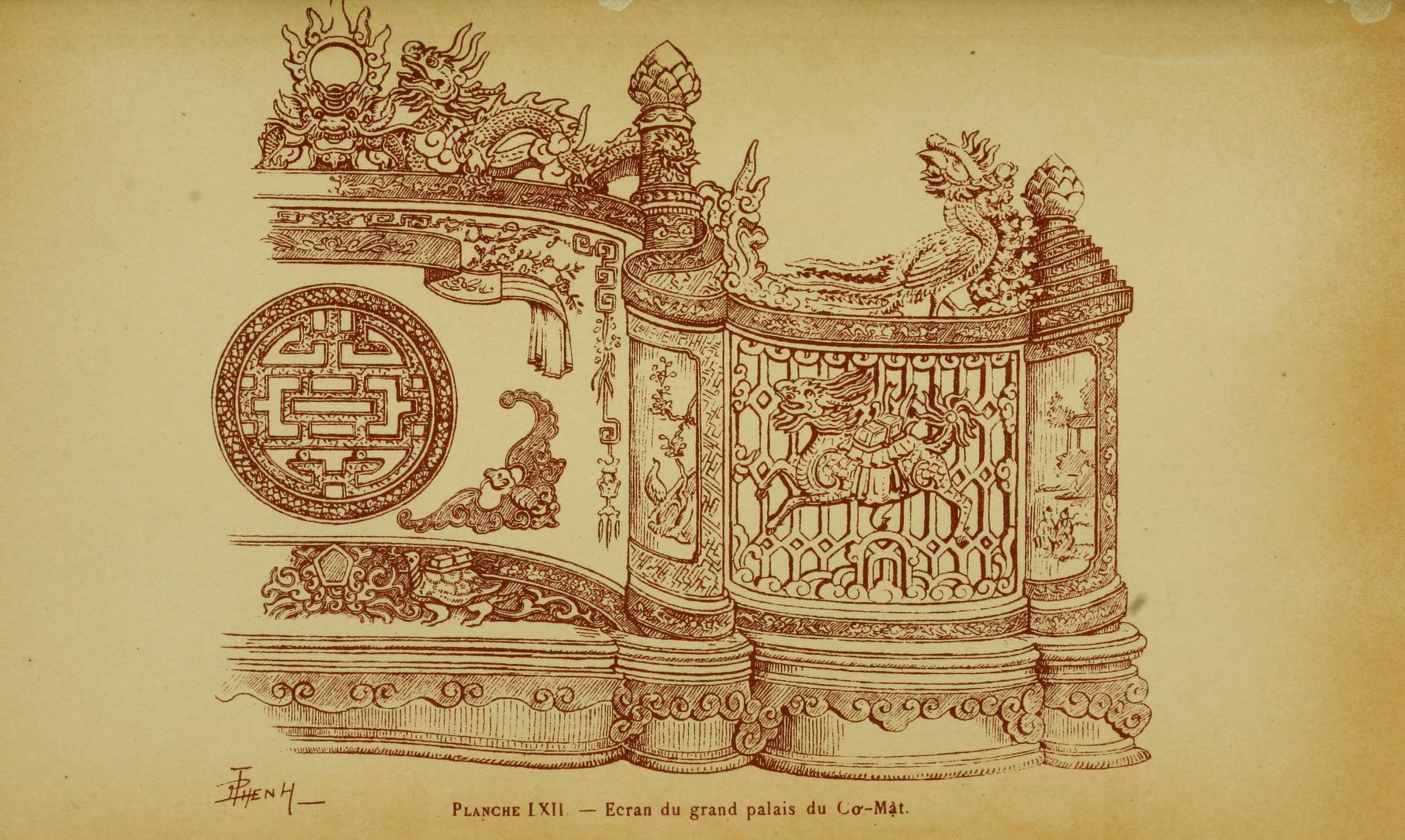
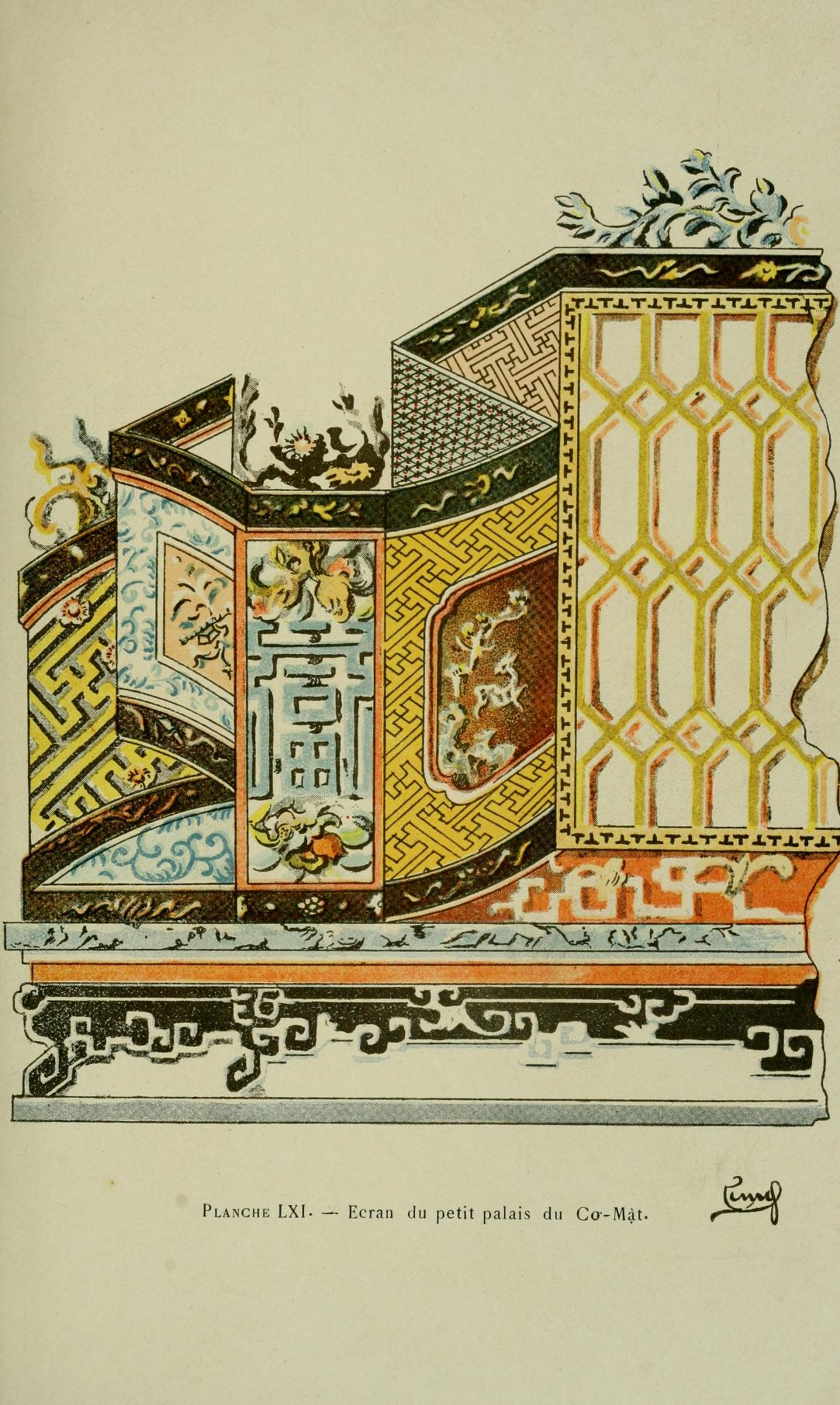
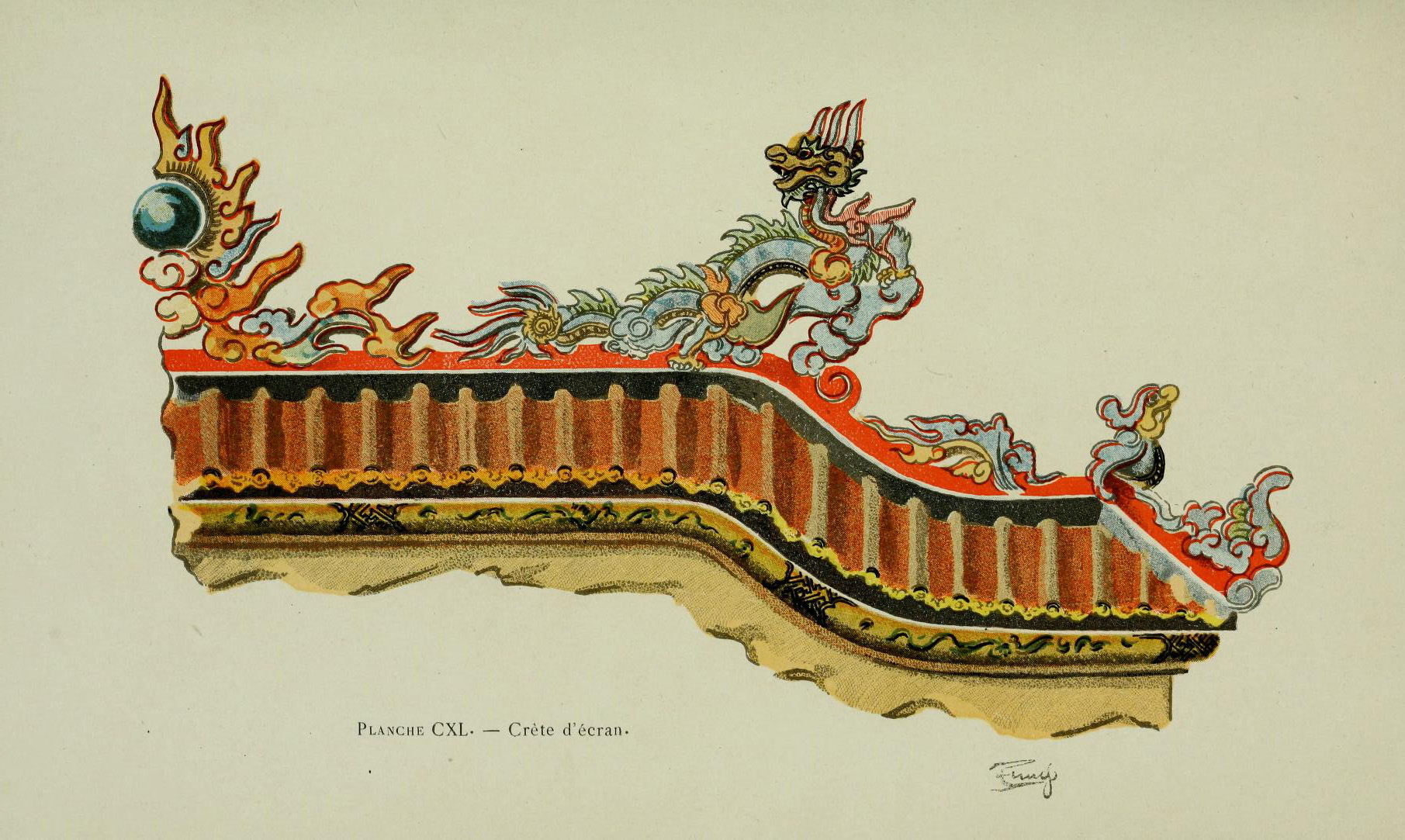
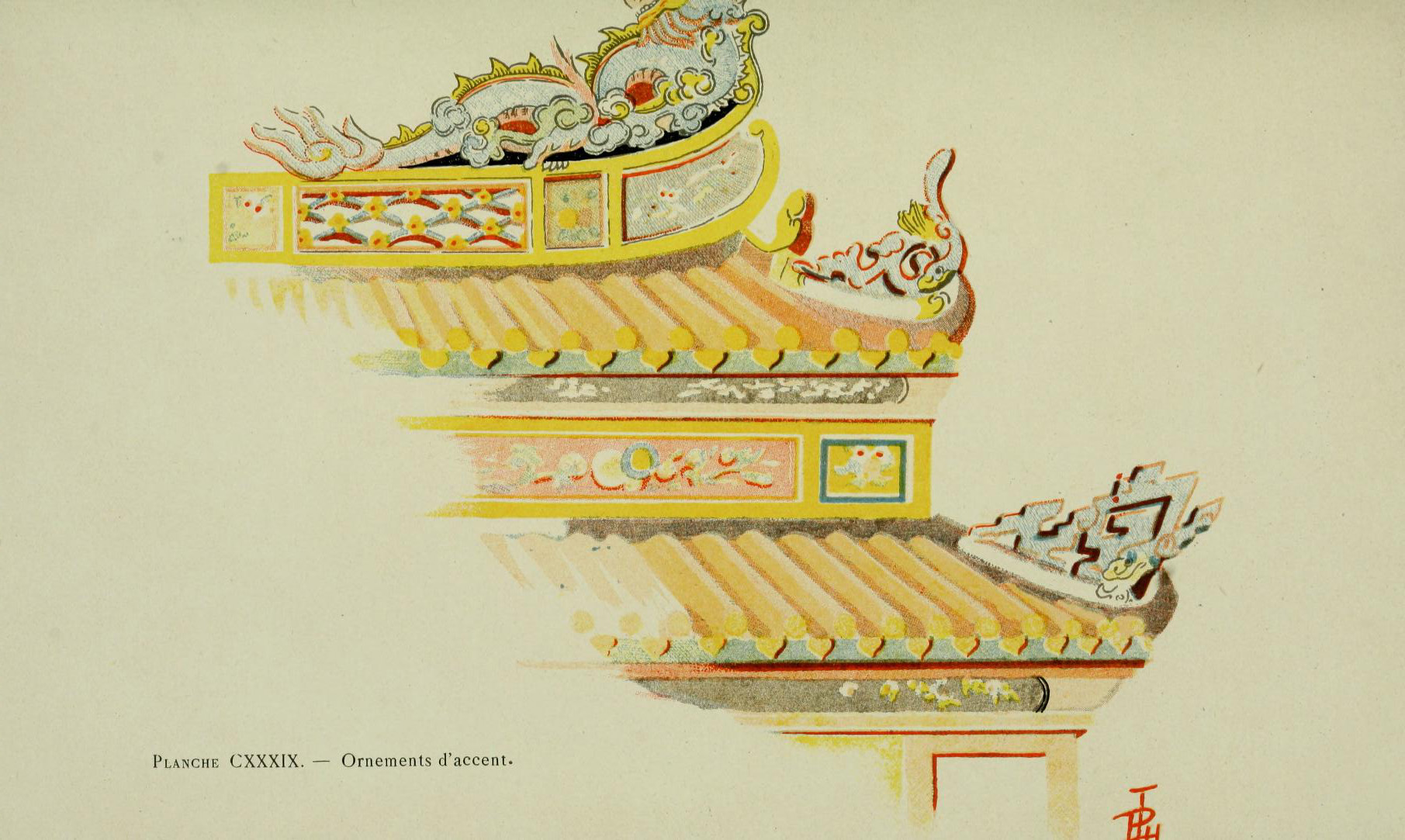
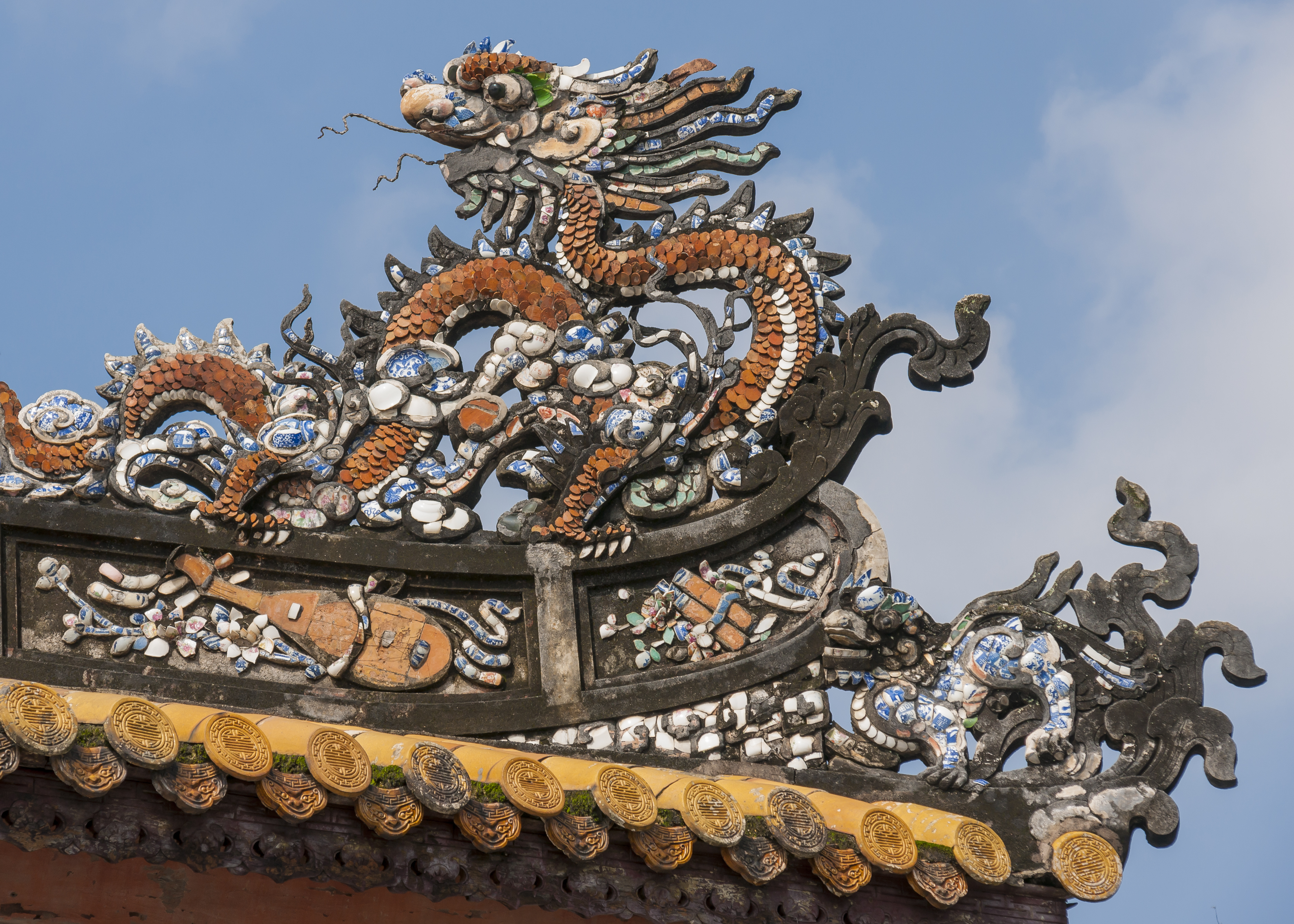
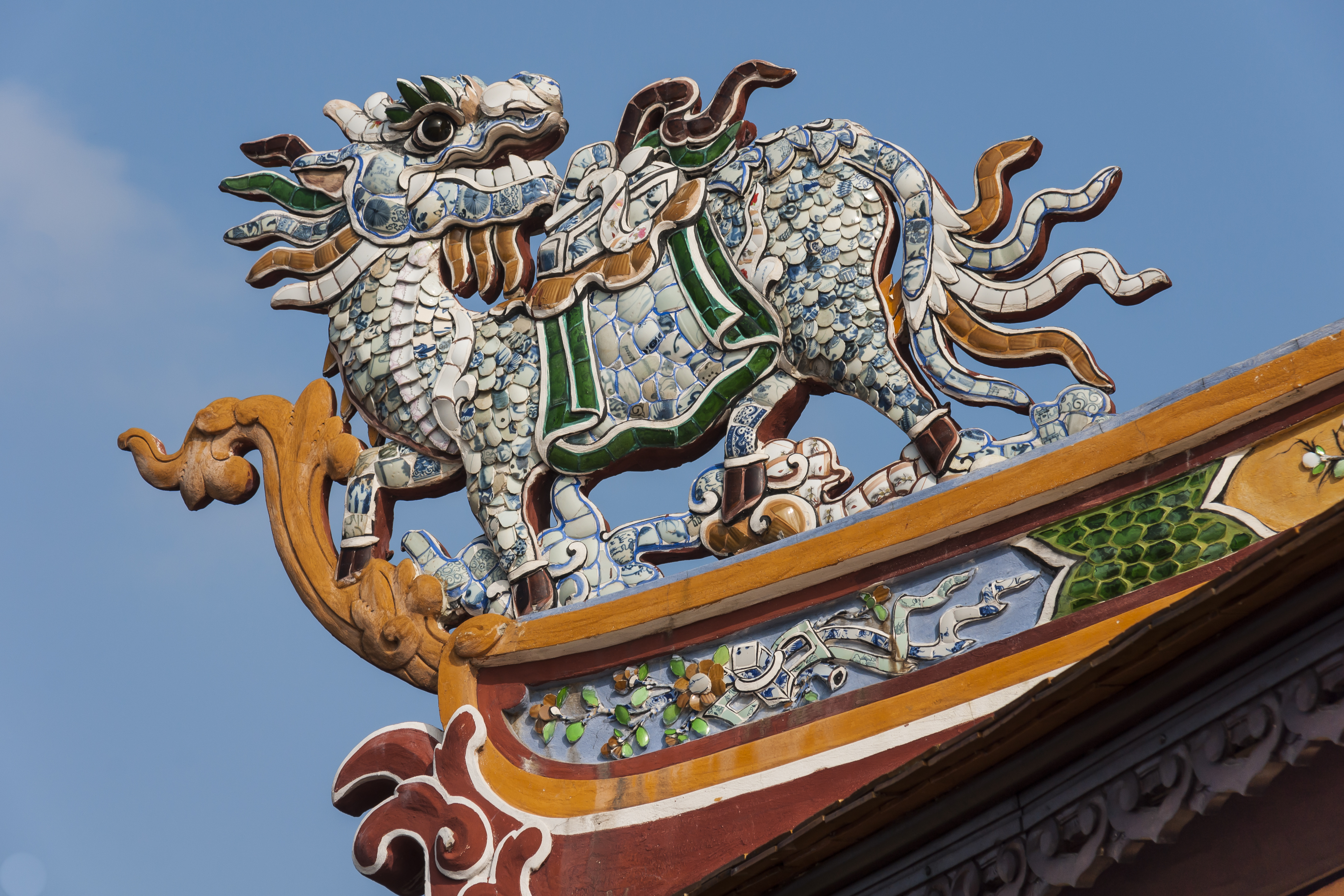
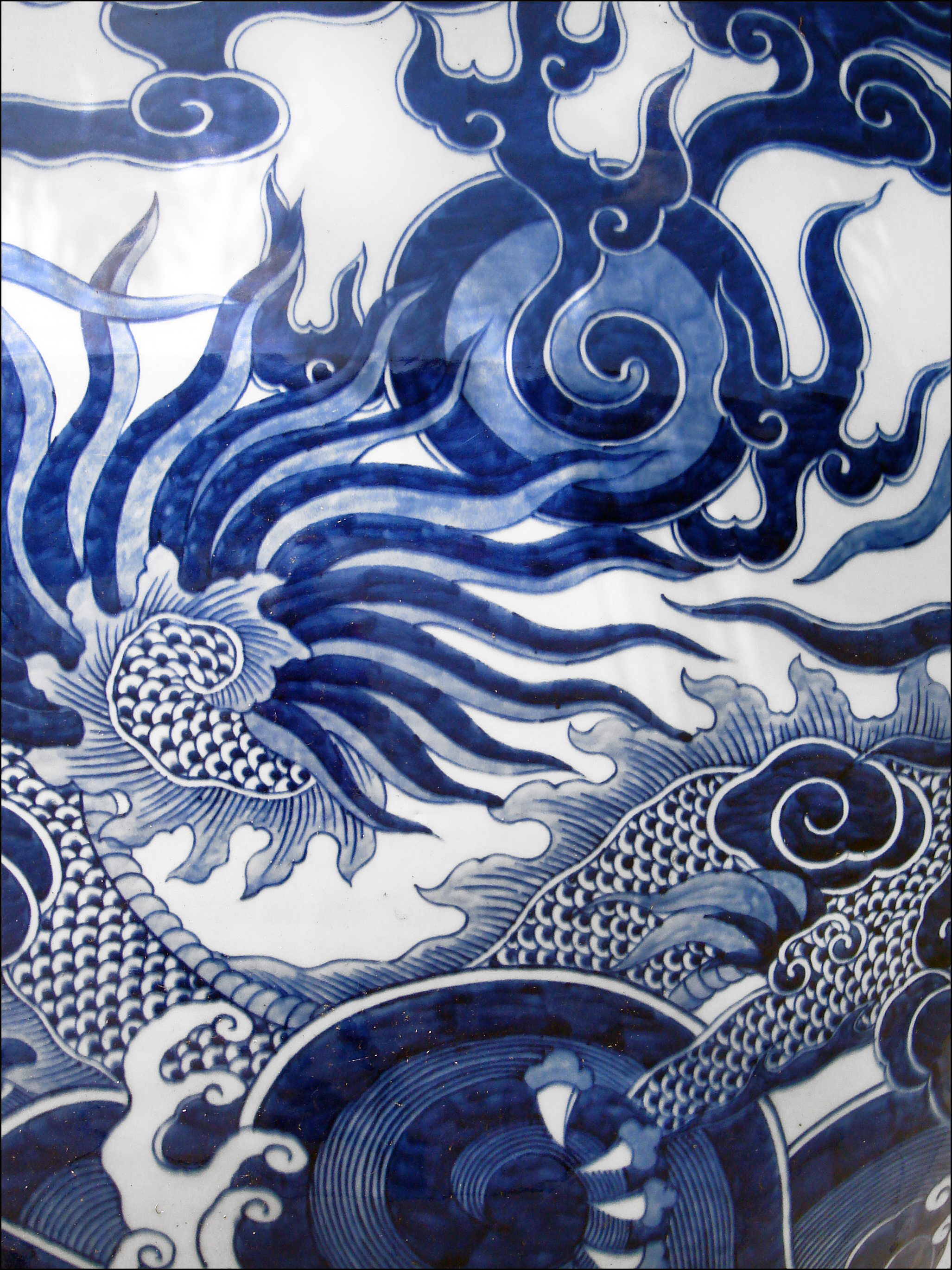
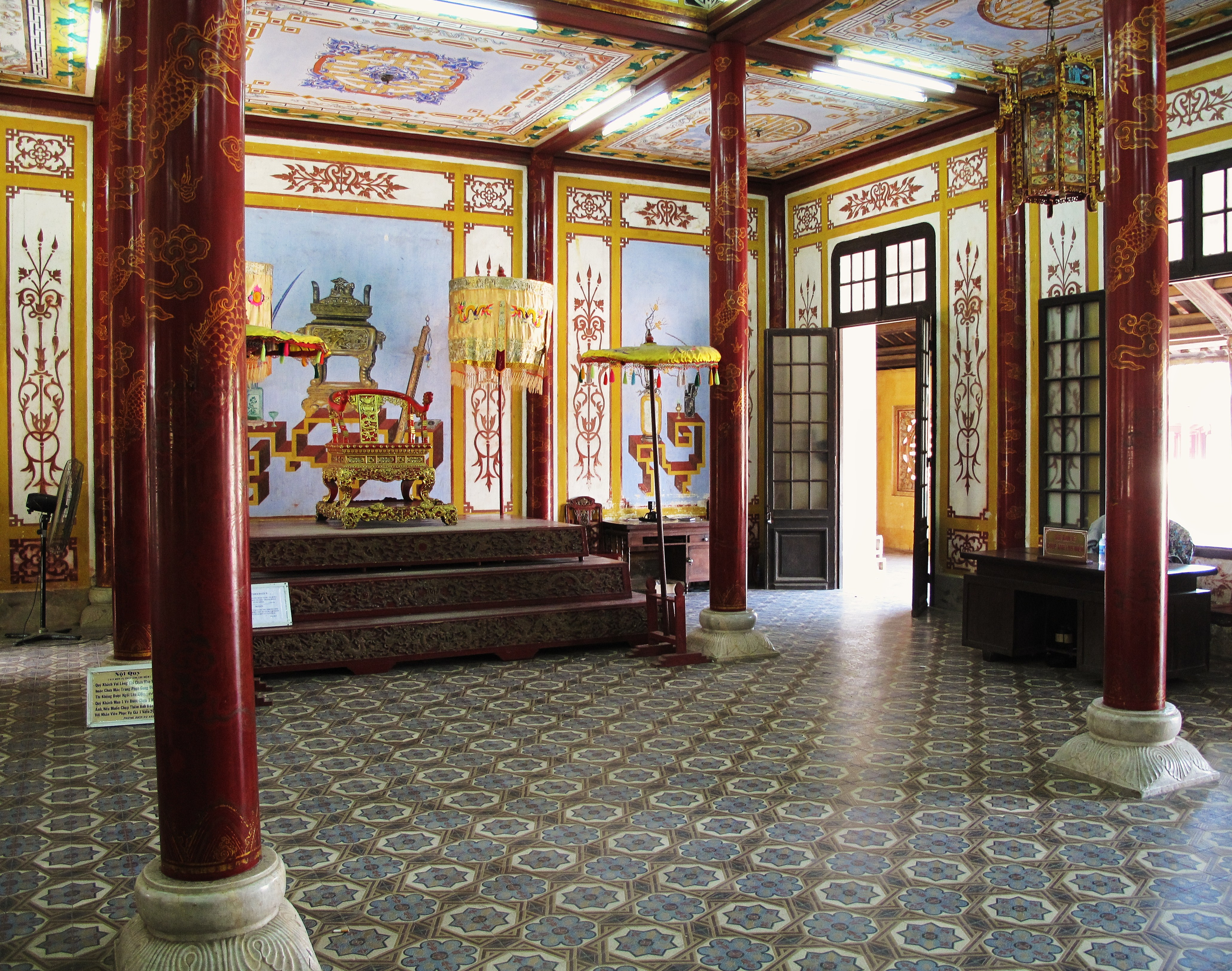
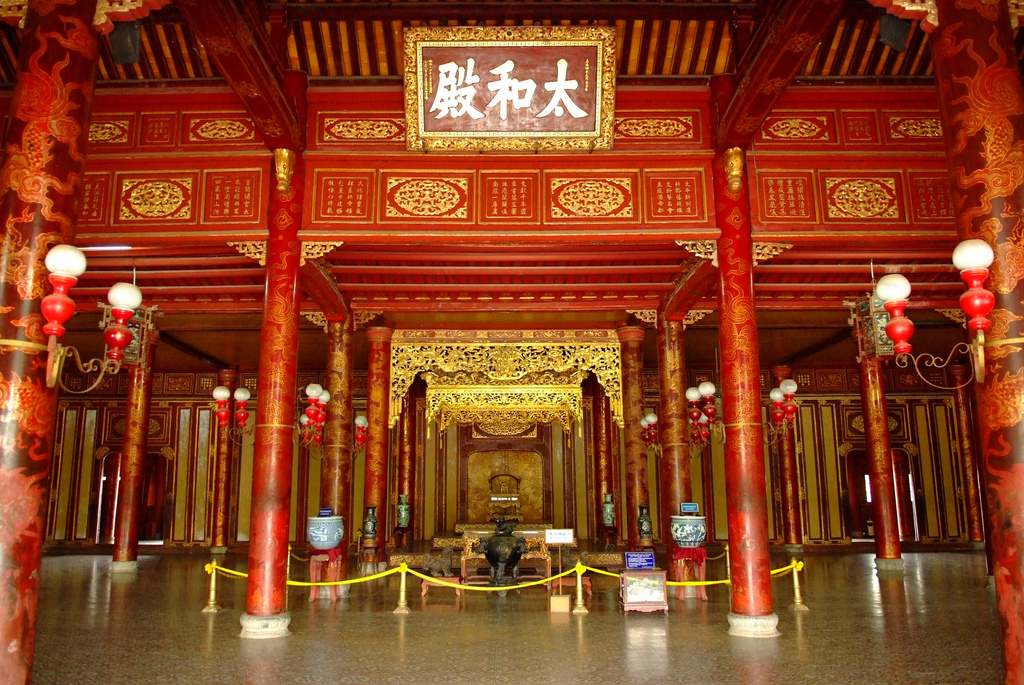
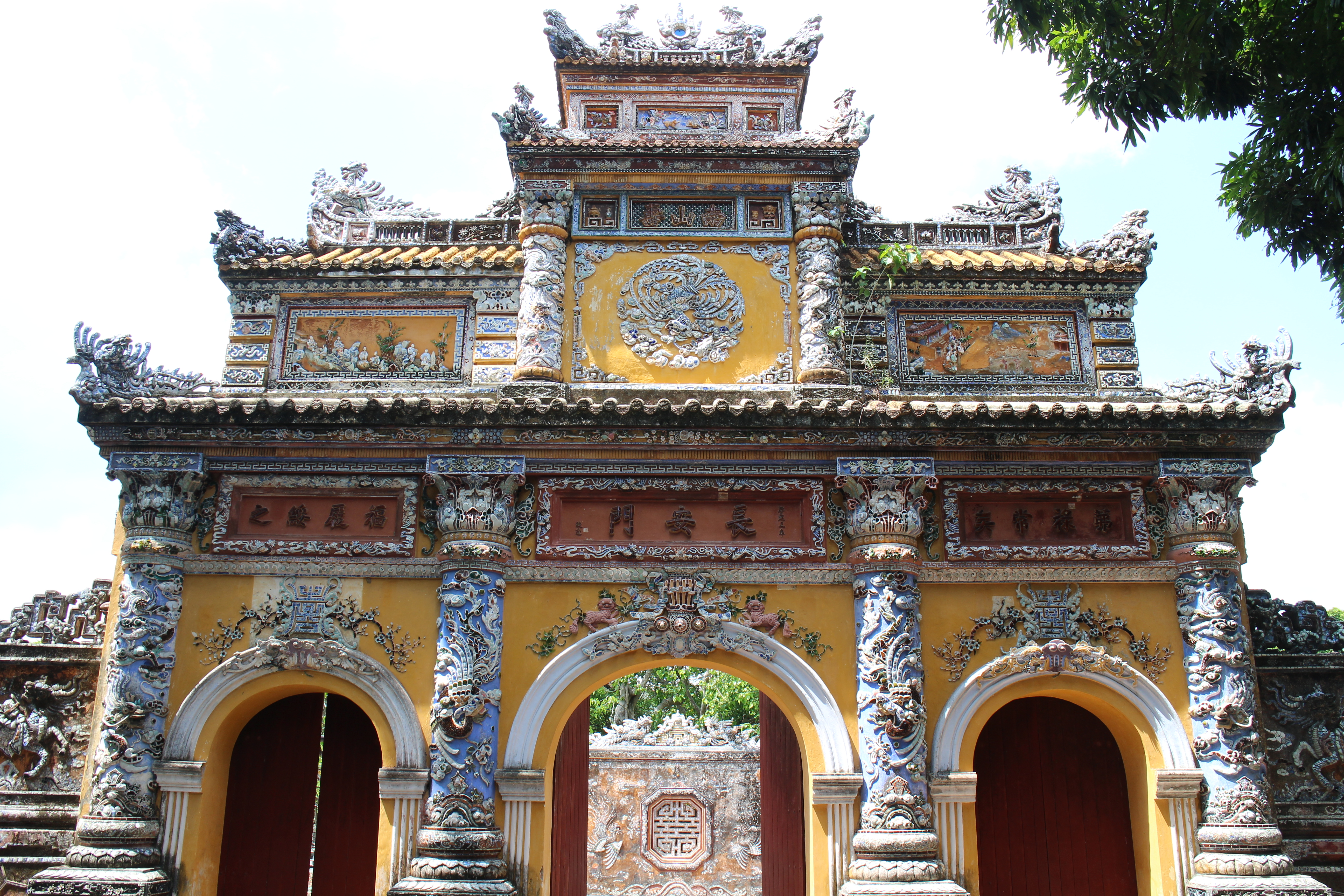
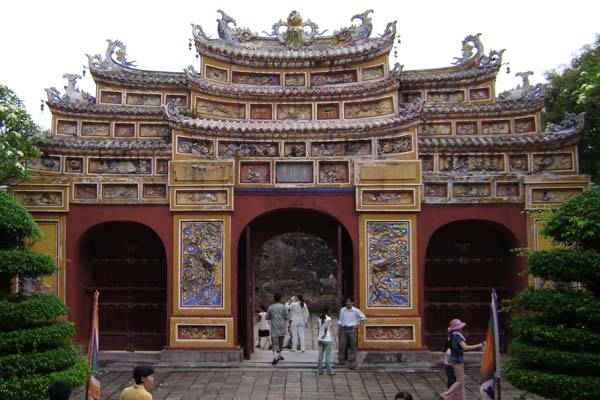
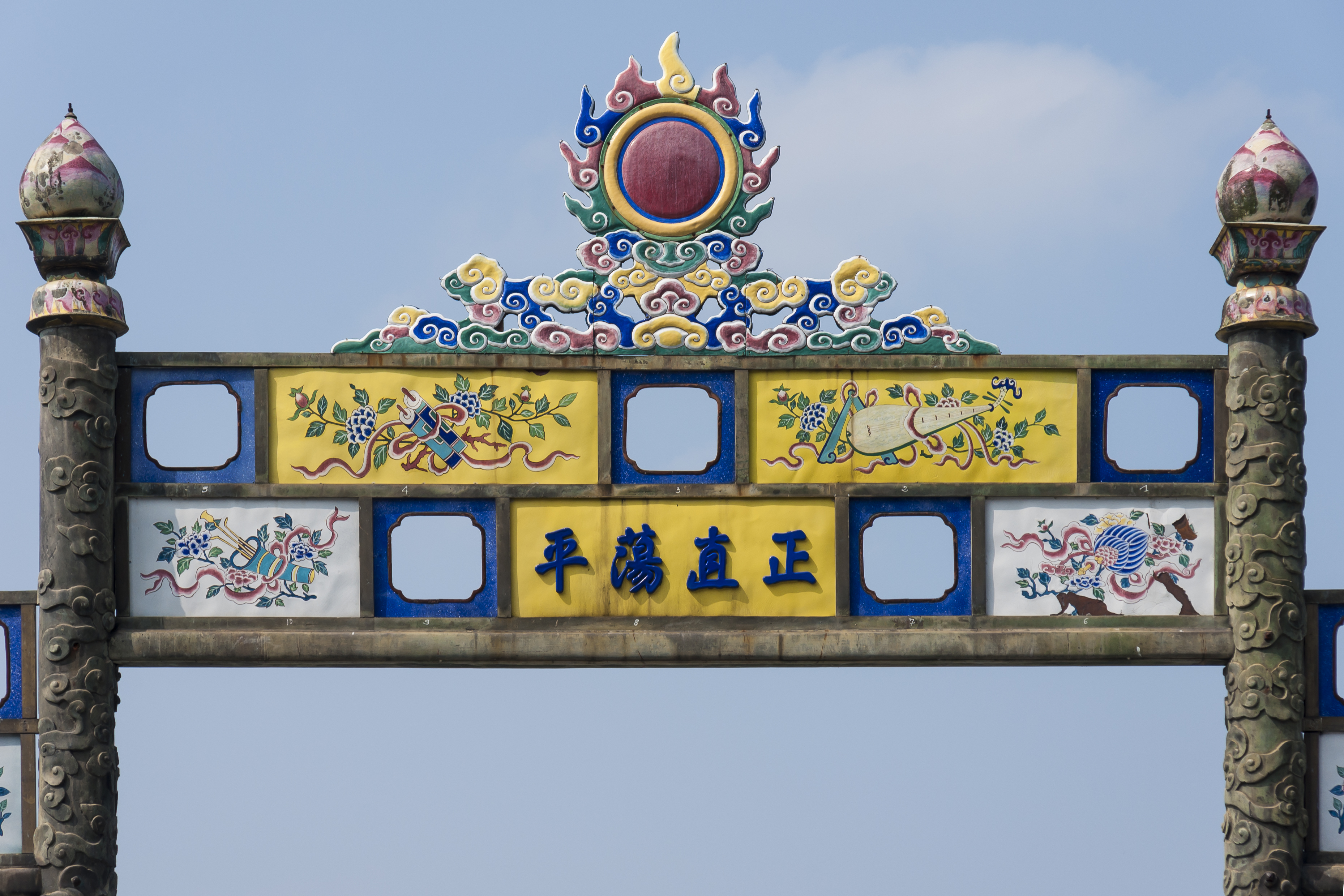
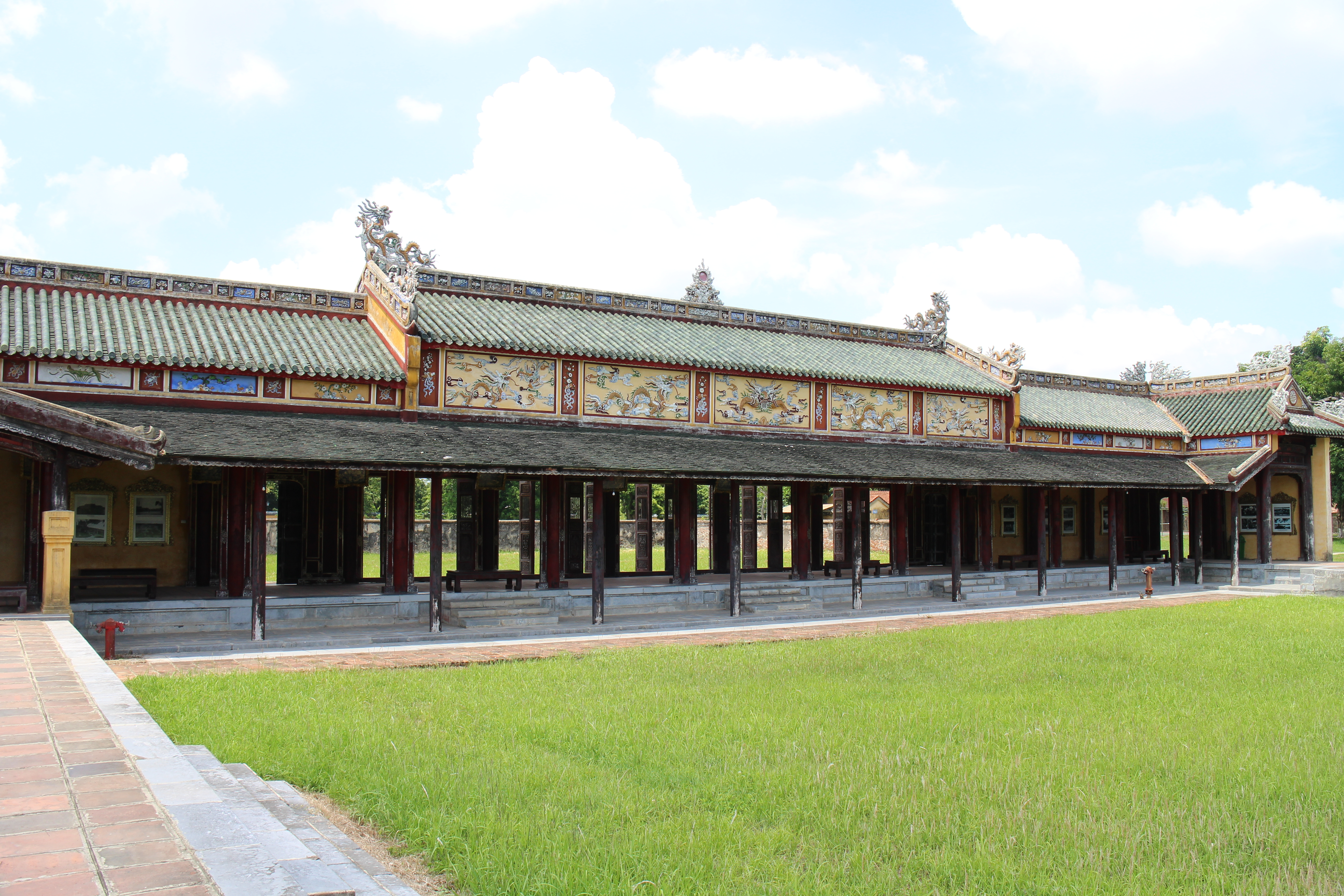